# 唐淮源

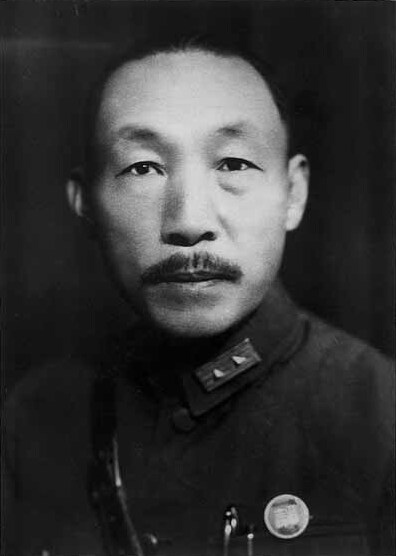

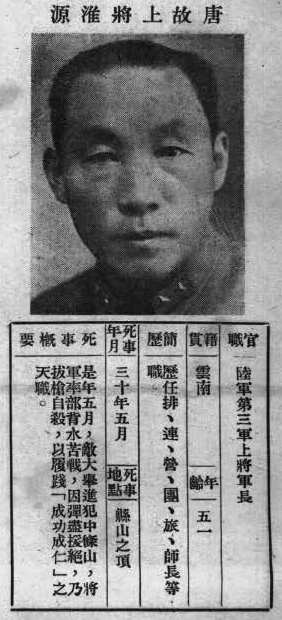
《抗戰軍人忠烈錄》（第一輯）中的唐淮源烈士遺像

唐淮源（1886年—1941年5月12日），中國雲南省江川縣翠峰鄉栗園村人，中華民國軍人，官至上將，是抗日戰爭期間陣亡的中國軍方高級將領之一。

## 生平
1886年，唐淮源出生於雲南省江川縣翠峰鄉栗園村，未滿周歲，父親弃养（一说亡故），由母親姚氏獨力扶養成人。他自幼好學，1909年9月中鄉試。1909年，唐淮源赴昆明参加省试，進入雲南陆军講武堂丙班二队，和朱德、金汉鼎等为同学，并结拜。在學期間受到李根源革命思想影響，加入中国同盟會。宣統三年（1911年）辛亥武昌起義之后，唐淮源響應革命黨人，于10月30日（农历九月初九）在昆明参加重九起義。当时，云南扩充新军，急需下级军官，乃从讲武堂学生中选优秀学生100多人编为特别班。唐淮源、朱德、金汉鼎等同时被选入特别班，经过训练，提前8个月于1911年11月毕业，派往新军部队任排长。
1915年12月25日，云南宣布独立，讨袁护国。唐淮源随蔡锷所率的护国第一军于1916年1月开赴四川，同陈宧的北洋军作战，唐淮源担任副连长。后在战斗中因功升任营长。1918年，升任步兵第五团团长，不久便调任四川宜宾县知事。后升任第十五混成旅旅长，参加靖国之役等等。
1922年初，滇军内讧，唐继尧回到云南复辟。3月10日，唐淮源、朱德、金汉鼎离开云南。4月到达重庆，投四川督军刘湘。6月，川军混战，唐淮源、朱德、金汉鼎离开重庆赴上海，住在上海的孟渊旅社，不久迁居苏州虎丘李鸿章祠。6月16日，他们会见孙中山。后来朱德赴欧洲留学。唐淮源、金汉鼎则到广州参加北伐，起初参加国民革命军第三军，转战进入江西。
1927年，唐淮源任陆军军官学校南昌分校教育长。1928年10月，南京国民政府决定对全国军队进行整编，唐淮源调任第12师副师长兼第35旅旅长。1933年3月8日，升任第十二师师长，转战江西、安徽、甘肃、宁夏。1936年10月，任第三军副军长兼第十二师师长。
1937年抗日战争爆发，唐淮源升任第三军军长。9月19日（农历八月十五），朱德同唐淮源在山西省阳泉站会面。其后，唐淮源部转战河北、山西，参加了冀西、晋东、晋南等战役。1938年夏，唐淮源率第三军自晋东北转入晋南中条山作战，隶属第五集团军，负责防守中条山中部的闻喜、夏县以东地区。
1941年，唐淮源率領該軍，跟隨第五集團軍前往山西張家鎮鎮守。1941年5月，日军向中条山发动全面进攻。因戰況不利，唐淮源受困於山西夏縣，不久即於5月12日在顯山（懸山）附近自殺。1942年2月2日，中華民國政府特以1445號褒揚令明令褒揚。
1986年，唐淮源诞生一百周年时，云南省人民政府追认唐淮源为革命烈士。1989年9月28日，江川县民政局派员赴山西夏县寻获唐淮源遗骸，于10月17日火化后将骨灰护送回江川。1990年，江川县人民政府在江川革命烈士陵园建成了唐淮源墓，墓碑刻着“抗日英烈陆军上将唐淮源之墓”。

## 逸事
第三軍在中條山被日軍包圍時，唐淮源曾召集李世龍、寸性奇、公秉藩等三位師長說：「中國軍隊只有陣亡的軍師長，沒有被俘的軍師長，千萬不要由第三師首開其端。」